# Списак епизода серије Чари (ТВ серија из 2018)

Чари (енгл. Charmed) америчка је фантастична и драмска телевизијска серија коју су развиле Џени Снајдер Урман, Џесика О’Тул и Ејми Рардин. Серију је премијерно приказивао The CW од 14. октобра 2018. године. Прати животе три сестре које су предодређене да се боре са силама зла.
Трећа сезона је премијерно приказана 24. јануара 2021. године. У фебруару 2021. The CW обновио је серију за четврту сезону, која је приказана 11. марта 2022. године. у мају 2022. The CW отказао је серију након четири сезоне. Приказано је укупно 72 епизоде у четири сезоне, између 14. октобра 2018. и 10. јуна 2022. године.

## Преглед серије
| Сезона | Сезона | Епизоде | Епизоде | Оригинално емитовање | Оригинално емитовање |
| Сезона | Сезона | Епизоде | Епизоде | Премијера            | Финале               |
| ------ | ------ | ------- | ------- | -------------------- | -------------------- |
|        | 1.     | 22      | 22      | 14. октобар 2018.    | 19. мај 2019.        |
|        | 2.     | 19      | 19      | 11. октобар 2019.    | 1. мај 2020.         |
|        | 3.     | 18      | 18      | 24. јануар 2021.     | 23. јул 2021.        |
|        | 4.     | 13      | 13      | 11. март 2022.       | 10. јун 2022.        |